# Шпильки (Фанипольский сельсовет)
Шпи́льки (бел. Шпількі) — деревня в составе Фанипольского сельсовета Дзержинского района Минской области Беларуси. Деревня расположена в 24 километрах от Дзержинска, 25 километрах от Минска и 9 километрах от железнодорожной станции Фаниполь.